# Station Scherpenheuvel
Station Scherpenheuvel is een voormalig kopstation aan het einde van spoorlijn 30 (Zichem - Scherpenheuvel) in Scherpenheuvel, een deelgemeente van de Belgische stad Scherpenheuvel-Zichem.
Het voormalige stationsgebouw wordt momenteel gebruikt als Werkwinkel van de VDAB en als het clubhuis van jeugdclub 't Boemelke. Achter het station, op de voormalige goederenkoer, is het stadsmagazijn gevestigd.
0,0: Zichem ·
4,0: Scherpenheuvel